# Sid Caesar
Sid Caesar (n. Isaac Sidney Caesar la 8 septembrie 1922 - d. 12 februarie 2014) a fost un actor evreu-american de film și TV.

## Filmografie
- 1963 O lume nebună, nebună, nebună... (It's a Mad Mad Mad Mad World), regia Stanley Kramer
- 1974 Aeroport '75 (Airport 1975), regia Jack Smight
- 1997 Vacanță în Las Vegas

### Film
| An   | Titlu                              | Rol                        | Note                               |
| ---- | ---------------------------------- | -------------------------- | ---------------------------------- |
| 1946 | Tars and Spars                     | Chuck Enders               |                                    |
| 1947 | The Guilt of Janet Ames            | Sammy Weaver               |                                    |
| 1963 | It's a Mad, Mad, Mad, Mad World    | Melville Crump             |                                    |
| 1966 | The Mouse That Roared              | Duchess / Mountjoy / Tully | Film TV                            |
| 1967 | The Busy Body                      | George Norton              |                                    |
| 1967 | A Guide for the Married Man        | Man at Romanoff's          |                                    |
| 1967 | The Spirit Is Willing              | Ben Powell -1968           | The Lucy Show. Lucy and Sid Caesar |
| 1973 | Ten from Your Show of Shows        | Necunoscut                 | Și scenarist                       |
| 1974 | Airport 1975                       | Barney                     |                                    |
| 1976 | Silent Movie                       | Studio Chief               |                                    |
| 1977 | Flight to Holocaust                | George Beam                | Film TV                            |
| 1977 | Fire Sale                          | Sherman                    |                                    |
| 1977 | Curse of the Black Widow           | Lazlo Cozart               | Film TV                            |
| 1978 | Detectivul ieftin                  | Ezra Dezire                |                                    |
| 1978 | Grease                             | Coach Calhoun              |                                    |
| 1978 | Barnaby and Me                     | Leo Fisk                   | Film TV                            |
| 1980 | The Fiendish Plot of Dr. Fu Manchu | Joe Capone                 |                                    |
| 1980 | Dorothy in the Land of Oz          | Wizard / Mince Pie         | Voce                               |
| 1981 | The Munsters' Revenge              | Dr. Dustin Diablo          | Film TV                            |
| 1981 | History of the World: Part I       | Chief Caveman              |                                    |
| 1982 | Grease 2                           | Coach Calhoun              |                                    |
| 1984 | Over the Brooklyn Bridge           | Unchiul Benjamin           |                                    |
| 1984 | Cannonball Run II                  | Pescar #2                  |                                    |
| 1985 | Love Is Never Silent               | Mr. Petrakis               | Film TV                            |
| 1985 | Alice In Wonderland                | The Gryphon                | Film TV                            |
| 1986 | Stoogemania                        | Doctor Fixyer Mindyer      |                                    |
| 1986 | Christmas Snow                     | Snyder                     | Film TV                            |
| 1987 | The Emperor's New Clothes          | Împăratul                  |                                    |
| 1988 | Freedom Fighter                    | Max                        | Film TV                            |
| 1988 | Side by Side                       | Louis Hammerstein          | Film TV                            |
| 1995 | The Great Mom Swap                 | Papa Tognetti              |                                    |
| 1997 | Vegas Vacation                     | Mr. Ellis                  |                                    |
| 1998 | The Wonderful Ice Cream Suit       | Sid Zellman                |                                    |
| 2000 | Globehunters                       | Jacob                      | Voce                               |
| 2004 | Comic Book: The Movie              | Old Army Buddy             | (ultimul rol de film)              |

### Televiziune
| An      | Titlu                                                            | Rol                          | Note                                 |
| ------- | ---------------------------------------------------------------- | ---------------------------- | ------------------------------------ |
| 1950–54 | Your Show of Shows                                               | Himself (Regular Performer)  | 139 de episoade                      |
| 1954    | Producers' Showcase                                              | Napoleon Bonaparte / Himself | Episodul: "Dateline"                 |
| 1954–57 | Caesar's Hour                                                    | Himself (Host)               | Also composer                        |
| 1958    | Sid Caesar Invites You                                           | Himself                      | 13 episoade                          |
| 1958    | The All-Star Christmas Show                                      | Himself                      | Television special                   |
| 1959    | Some of Manie's Friends                                          | Himself                      | Television special                   |
| 1959    | The United States Steel Hour                                     | Necunoscut                   | 2 episodes                           |
| 1961    | General Electric Theater                                         | Nick Lucifer                 | Episode: "The Devil You Say"         |
| 1961    | Checkmate                                                        | Johnny Wilder                | Episode: "Kill the Sound"            |
| 1962    | As Caesar Sees It                                                | Himself                      | Television special                   |
| 1963–64 | The Sid Caesar Show                                              | Himself (Host)               |                                      |
| 1966–70 | The Hollywood Palace'                                            | Himself (Host)               |                                      |
| 1966–70 | The Dean Martin Show'                                            | Himself                      | Also composer                        |
| 1967    | The Sid Caesar, Imogene Coca, Carl Reiner, Howard Morris Special | Himself                      | Television special                   |
| 1967    | The Danny Thomas Hour                                            | Gregory                      | Episode: "Instant Money"             |
| 1968    | That Girl                                                        | Marty Nickels                | Episode: "The Drunkard"              |
| 1969–71 | Love, American Style                                             | Bert / John Smith            | 2 episodes                           |
| 1975    | When Things Were Rotten                                          | Marquis de la Salle          | Episode: "The French Dis-connection" |
| 1976    | Good Heavens                                                     | Herman Meltzer               | Episode: "Herman Meltzer"            |
| 1978    | Vega$                                                            | The General                  | Episode: "Mother Mishkin"            |
| 1978–84 | The Love Boat                                                    | Bert Multon / Michael Harmon | 2 episodes                           |
| 1979    | Intergalactic Thanksgiving                                       | King Goochi                  | Voice; television special            |
| 1981    | The Misadventures of Sheriff Lobo                                | The Bomber                   | Episode: "Another Day, Another Bomb" |
| 1982    | Matt Houston                                                     | Prince Sergei Polansky       | Episode: "Recipe for Murder"         |
| 1985    | Amazing Stories                                                  | Amazing Stories (TV series)  | Episode: "Mr. Magic"                 |
| 1986    | Sesame Street                                                    | Love & War (TV series)       | Episode: "#18.19"                    |
| 1995    | Love & War                                                       | Mr. Stein                    | 2 episodes                           |
| 1997    | Life with Louie                                                  | Marty Kazoo                  | Voice                                |
| 1997    | Mad About You                                                    | Uncle Harold                 | Episode: "Citizen Buchman"           |
| 2001    | Whose Line Is It Anyway?                                         | Himself                      | Season 4 Episode 15                  |